# Линд, Георг
Гео́рг Линд (англ. Georg Lind; 1871, Курляндская губерния, Российская империя — 26 сентября 1957, Лондон, Великобритания) — российский легкоатлет, марафонец, участник Олимпийских игр.

## Биография
Георг родился в Курляндской губернии. В начале 1890-х годов переехал в Хейвуд, где работал столяром. В 1893 году Линд присоединился к клубу Salford Harriers и в его составе в 1895 году занял 3-е место на чемпионате Великобритании по кроссу. В 1908 году Георг выступил в   составе сборной России на Олимпийских играх в Лондоне. Марафон Линд пробежал за 3:26:38,8, придя к финишу 19-м. Через год Георгу пришлось завершить спортивную карьеру из-за травм.
В 1912 году он получил британское гражданство. Во время Первой мировой войны работал в министерстве боеприпасов. Умер в 1957 году в Энфилде.